# Ignacio Cía Iribarren
Ignacio Cía Iribarren (Pamplona, 1933 - 19 de febrero de 2021) fue un profesor y pintor navarro que dirigió durante más de 30 años la Casa de Misericordia de Pamplona, además de promover el desarrollo de la Feria del Toro de San Fermín y la cultura taurina en general.

## Biografía
Nació en Pamplona en 1933. Tras su formación académica trabajó como profesor mercantil. Paralelamente a su vida laboral, realizó estudios en la Escuela de Artes y Oficios de Pamplona. Desde joven fue aficionado a la pintura, realizando obras que presentó públicamente durante años en exposiciones. Trabajó temporalmente en el Crédito Navarro de Pamplona, y posteriormente se hizo cargo de la Casa Misericordia de Pamplona, que fue su principal labor entre los años 1966 y 2001. Durante su dirección en la institución, posibilitó una mejora de las condiciones del asilo, que se convirtió en una moderna residencia para mayores. También coincidió con la ampliación de la plaza de toros de Pamplona entre los años 1966 y 1967 mediante la intervención del arquitecto navarro Rafael Moneo, algo que influyó positivamente en él como aficionado taurino y miembro de la Comisión Taurina.
Tras su jubilación en el año 2001, permaneció vinculado a la asociación benéfica que había dirigido, pues siguió siendo miembro de la Comisión Taurina de la Casa de la Misericordia mediante la organización de la anual Feria del Toro de San Fermín.
En el ámbito familiar y personal, se casó y tuvo tres hijos. Falleció el 19 de febrero de 2021 en su domicilio de Pamplona a los 87 años.

## Obra y exposiciones
Ignacio Cía Iribarren desarrolló su obra por interés personal, sin intención de obtener beneficios económicos o profesionales.
Entre las temáticas de sus pinturas, destacan los retratos, los paisajes del mundo rural y urbano navarro, y especialmente las pinturas taurinas, pues fue un aficionado de los espectáculos taurinos durante toda su vida. Sus obras vinculadas a la tauromaquia fueron las que mayor relevancia tuvieron, pues algunas de ellas fueron elegidas como cartel anunciador de varias fiestas taurinas. Dentro de estas, se encuentran el cartel anunciador de la Feria del Toro de San Fermín del año 2008y los carteles de las ediciones de los años 2007, 2008 y 2009 en la Feria de la Magdalena de Castellón.
Realizó numerosas exposiciones de sus obras. La primera de ellas tuvo lugar en 1953 en Pamplona, a la edad de 20 años. La siguiente fue en 1964 en la sala García Castañón de la Caja de Ahorros Municipal de Pamplona, exponiendo 51 obras.19 años después repitió una exposición en la misma sala, con 32 cuadros.
Varios años después, en 1988, expuso en la Galería Pintzel de Pamplona, y posteriormente en 1993 realizó una exposición de 21 cuadros en el Hotel Maissonave de Pamplona. La última exposición fue la que realizó en la Galería T-Dieciséis de Pamplona en el verano del año 2009, que se compuso esencialmente por cuadros vinculados a la tauromaquia.